# Kozjak, Kaštela
Kozjak är en bergskedja i Kroatien. Den ligger i den södra delen av landet, 250 km söder om huvudstaden Zagreb.
Kozjak sträcker sig 26,0 km i öst-västlig riktning. Den högsta punkten är 759 meter över havet.
Topografiskt ingår följande toppar i Kozjak:
- Kočinje Brdo
- Koštak
- Opor